# Drymophila squamata
El tiluchí escamoso o escamado (Drymophila squamata) es una especie de ave paseriforme de la familia Thamnophilidae perteneciente al género Drymophila. Es endémico del litoral del este y sureste de Brasil.

## Distribución y hábitat
Se distribuye en el litoral atlántico de Brasil, de forma disjunta, en el noreste, y en el sureste y sur.
Esta especie es bastante común en el sotobosque de bosques húmedos de la Mata Atlántica, bordes y bosques secundarios, principalmente debajo de los 600 m de altitud. Prefiere la restinga arbórea parcialmente inundada, con el sotobosque tomado por densos enmarañados de heliconias o bambuzales.

## Sistemática

### Descripción original
La especie D. squamata fue descrita por primera vez por el naturalista alemán Martin Lichtenstein en 1823 bajo el nombre científico Myiothera squamata; localidad tipo «Bahía, Brasil».

### Etimología
El nombre genérico femenino «Drymophila» proviene del griego «drumos»: bosque, bosquecillo, soto y «philos»: amante; significando «amante del sotobosque»; y el nombre de la especie «squamata», proviene del latín «squamatus»: escamado.

### Taxonomía
Los análisis genéticos indican que la subespecie stictocorypha puede ser una especie separada; las posibles diferencias en la vocalización y en la ecología requieren más investigaciones.

### Subespecies
Según la clasificación del Congreso Ornitológico Internacional (IOC) (Versión 7.3, 2017) y Clements Checklist v.2016, se reconocen 2 subespecies, con su correspondiente distribución geográfica:
- Drymophila squamata squamata (Lichtenstein, 1823) – este de Brasil en el este de Pernambuco, este de Alagoas y este de Bahía.
- Drymophila squamata stictocorypha (Boucard & Berlepsch, 1892) – sureste de Brasil (este de Minas Gerais, Espírito Santo, Río de Janeiro, y este de São Paulo hacia el sur hasta el extremo noreste de Santa Catarina).